# Oscarella tuberculata
Oscarella tuberculata är en svampdjursart som först beskrevs av Schmidt 1868.  Oscarella tuberculata ingår i släktet Oscarella och familjen Plakinidae.
Artens utbredningsområde är Adriatiska havet. Inga underarter finns listade i Catalogue of Life.